# 일본국제경제학회
일본국제경제학회(일본어: 日本国際経済学会 にっぽんこくさいけいざいがっかい[*], 영어: The Japan Society of International Economics)는 일본의 국제경제학회다. 국제 경제의 이론, 정책, 실정에 관한 연구와 그 것들을 도모하는 역할을 한다. 총회장은 타이지 후루사와(古沢泰治)이고 부회장은 나카모토 사토루(中本悟)다.